# منطقة سيكاسو

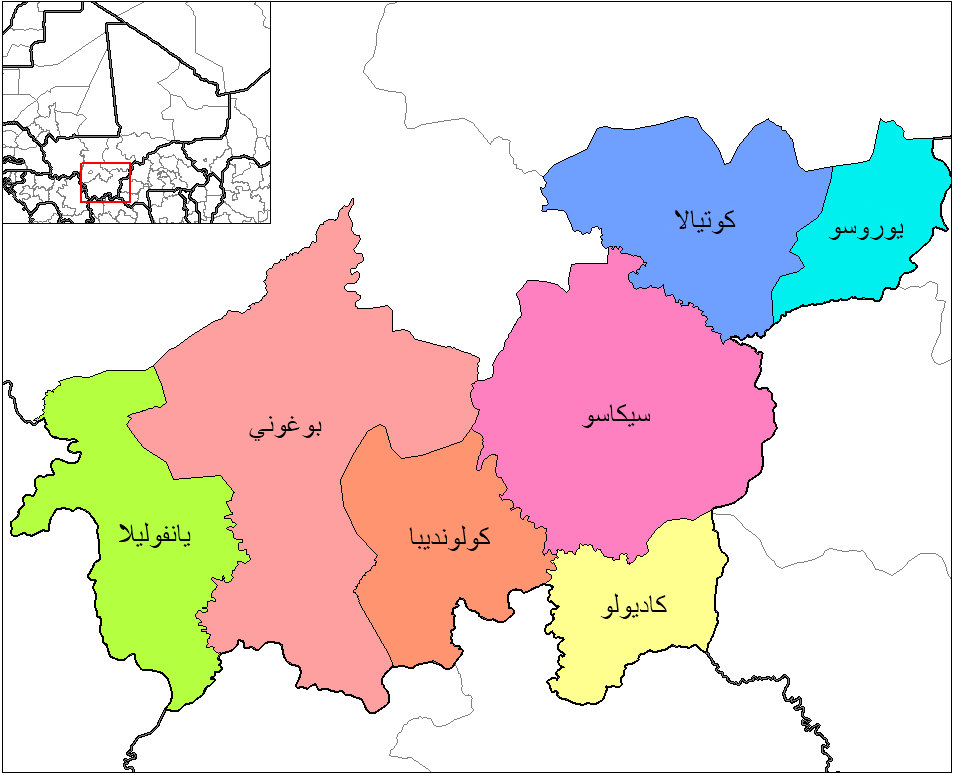
خريطة دوائر منطقة سيكاسو

منطقة سيكاسو هي تقسيم إداري في مالي، مركزها مدينة سيكاسو.